# Ilinca Goia
Ilinca Goia (n. 6 martie 1969, București) este o actriță română de film, radio, teatru, televiziune și voce.

## Biografie

### Carieră profesională
Între anii 1987–1990 a fost membră a trupei de teatru studențesc Podul, condusă de profesorul Cătălin Naum. A absolvit Academia de Teatru și Film I.L. Caragiale din București în 1992. A făcut parte din spectacolul-fenomen „Trilogia antica" la Teatrul National în 1990. A primit o bursă de studii la Academia Americană de Music-Hall și Artă Dramatică (AMDA) din New York, unde a absolvit în 1996.

### Teatru
Bogata sa experiență profesională cuprinde spectacole în teatre de repertoriu din San Diego - Civic Light Opera, Repertory Theatre și București: Teatrul „C.I.Nottara", Teatrul Român-American „Eugene O'Neill" și Teatrul Național „Ion Luca Caragiale”, sub semnătura unor importanți regizori precum: Todd Sallovey, Mircea Cornișteanu, Ion Cojar, Grigore Gonța, Ricard Reguant, Nicolae Scarlat, Gelu Colceag, Felix Alexa, Alice Barb, Anca Ovanez-Doroșenco și Claudiu Goga.

### Film și televiziune
De asemenea, biografia profesională a actriței cuprinde o bogată activitate cinematografică și de televiziune, unde a interpretat numeroase roluri principale sub bagheta unor regizori de prestigiu dintre care: Dan Pița, Andrei Blaier, Mircea Veroiu, Sergiu Nicolaescu, Nicolae Oprițescu, Malvina Urșianu, Ted Nicolau, Patrick Lissener, Viorel Sergovici, Valentin Hotea, Dinu Cernescu, Dominic Dembinski, Silviu Jicman.
A participat cu spectacole și recitaluri la diverse manifestări de cultură teatrală precum: „Festivalul Femeii Balcanice” din Salonic, Festivalul de teatru de la Milano, Quartier d'Ete la Paris, Bienala de teatru din São Paolo, Open Stage Festival la Târgu Mureș, Unidram la Potsdam, Alternative Theatre Festival din Rasgrad, „Festivalul Artelor” la București și Festivalul Internațional de Teatru de la Sibiu.

## Filmografie
- Momentul adevărului (1989) – Ilonka
- Rochia albă de dantelă (1989) – Marta
- Teamă ascunsa (1994) – Leigh
- Craii de Curtea Veche (1996) – Wanda/Ilinca Arnoteanu
- Josh Kirby:Tine Warrior!Chapter 4:Eggs from 70 Milion B.C (1996) – profesoara Quotient
- Șarpele (film TV, 1996) – Dorina
- Scrisorile prietenului (1997) – fata frumoasă/actrita
- Jurnalele vampirilor (1997) – Cassandra
- The Midas Touch (1997) – domnisoara Henderson
- Talisman (1998) – Elizabeth Storm
- Triunghiul morții (1999) – Ecaterina/Cătălina Teodoroiu
- Manipularea (2000)
- Roberta (2000) – Roberta/Oana
- Vertigii (serial, 2001) – Catherine Katz
- Ce lume vesela (2002) – Irina Spătaru
- Dracula lll:Moștenirea (2005) – Marta
- Lacrimi de iubire (telenovelă, 2005-2006) – Beatrice Luca
- Femeia visurilor (2005) – Mania
- Tată (2006)
- Lacrimi de iubire (2006) – Beatrice Luca
- Om sarac,om bogat (serial, 2006) – Sofia Damian
- Pozitia copilului (2013) – Carmen
- Dușmanul din umbra (2014) – Secretara CIA
- Lia - Soția soțului meu (serial drama, 2023-2024) – Otilia Bădescu

## Premii și distincții[4]
- Premiul de debut la Festivalul de Film de la Costinești (1991)
- Premiul de teatru „Drama-Logue” acordat de Colegiul Criticilor din Los Angeles pentru cea mai buna actriță într-un rol de dramă (1994)
- Titlul de Societar de Onoare al Teatrului Național din București
- Ordinul Meritul Cultural (2004)
- A făcut parte din distribuția filmului „Poziția copilului” în regia lui Călin Peter Netzer, film care a primit Premiul „Ursul de Aur” la Festivalul de Film de la Berlin (2013)
- Premiul Gopo pentru cea mai bună actriță într-un rol secundar - Carmen din filmul „Poziția copilului” (2014)
- Premiul UNITER pentru cel mai bun spectacol de teatru TV, pentru „Hedda Gabler” (2014)
- Premiul UARF de excelență „Clacheta de aur” pentru rolul Carmen din filmul „Poziția copilului” (2014)

### Interviuri
- Ilinca Goia, Formula AS, nr. 733, 2006.
- Ilinca Goia - "Nu ma las alergata de nimeni", Formula AS, nr. 866, 2009.
- ILINCA GOIA - "Decizia cea mai importantă din viața mea de până acum a fost să mă întorc în România", Formula AS, nr. 1058, 2013.